# Bistum Limoux
Das Bistum Limoux (lat.: Dioecesis Limosensis) war eine in Frankreich gelegene römisch-katholische Diözese mit Sitz in Limoux.

## Geschichte

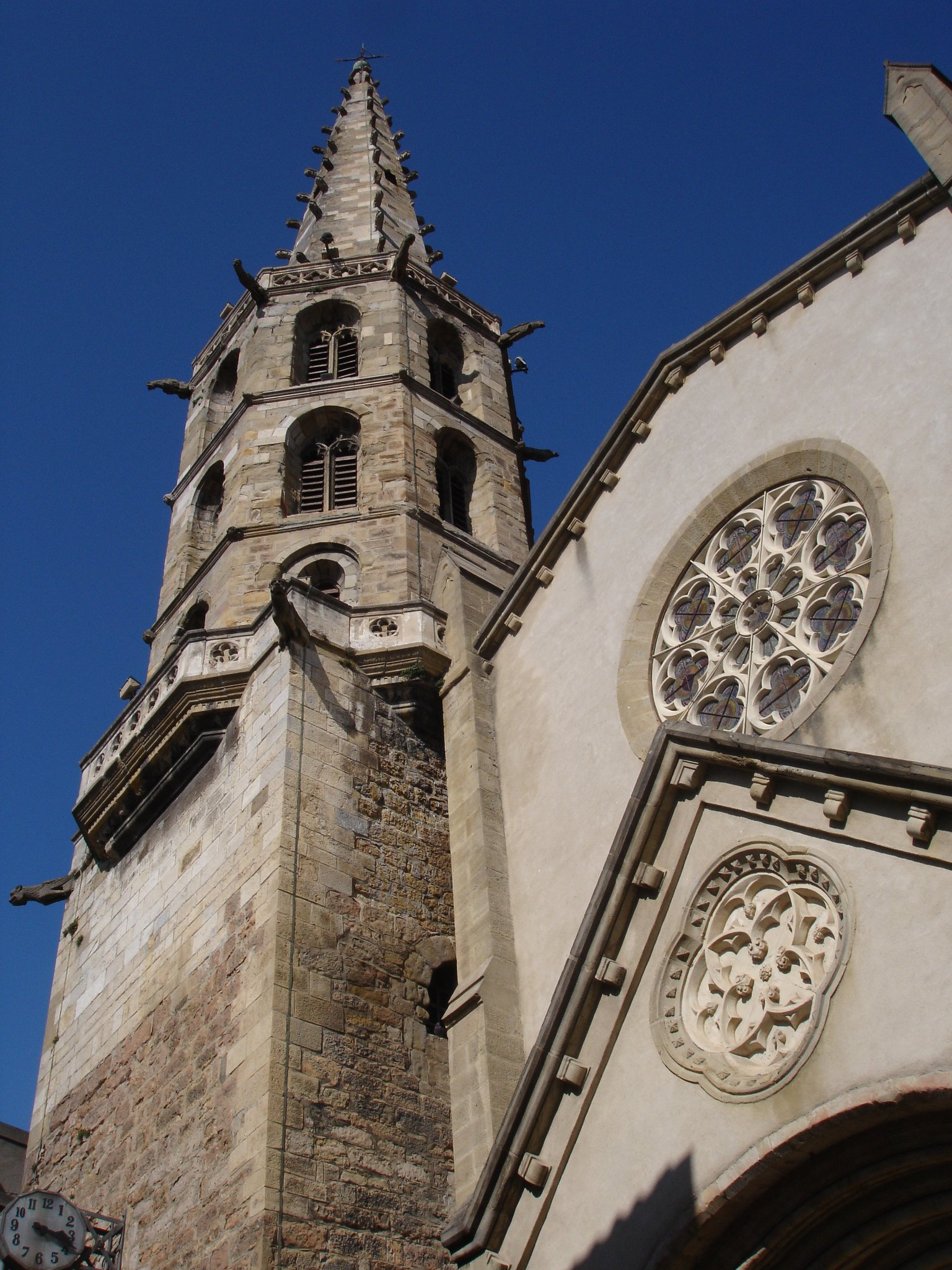
Kathedrale St. Martin in Limoux

Das Bistum Limoux wurde am 20. August 1317 durch Papst Johannes XXII. mit der Päpstlichen Bulle Salvator noster aus Gebietsabtretungen des Erzbistums Narbonne errichtet. Am 28. Februar 1318 wurde das Bistum Limoux durch Johannes XXII. mit der Päpstlichen Bulle Alma mater Ecclesia wieder aufgelöst und das Territorium wurde dem Erzbistum Narbonne angegliedert.
Das Bistum Limoux war dem Erzbistum Narbonne als Suffraganbistum unterstellt.
Einziger Bischof war Durandus von St. Pourçain OP.